# هينريتش ريختر
هينريتش ريختر (بالألمانية: Heinrich Richter-Berlin)‏ هو مصمم الإنتاج ورسام ألماني، ولد في 23 أبريل 1884 في برلين في ألمانيا، وتوفي بنفس المكان في 26 يناير 1981.

## وصلات خارجية
- هينريتش ريختر على موقع IMDb (الإنجليزية)
- هينريتش ريختر على موقع قاعدة بيانات الأفلام السويدية (السويدية)
- هينريتش ريختر على موقع قاعدة بيانات الفيلم (الإنجليزية)
- هينريتش ريختر على موقع كينوبويسك (الروسية)